# Joseph Wilhelm Ludwig Mack
Joseph Wilhelm Ludwig Mack der Ältere (* 27. März 1767 in Ludwigsburg; † 17. August 1835 in Tübingen) war ein klassizistischer württembergischer Bildhauer von regionaler Bedeutung. Seine wenigen überlieferten Werke schuf er nach Vorlagen anderer Künstler. Mack ist der Vater von Ludwig Mack, der ebenfalls Bildhauer war.

## Leben
Von 1782 bis 1792 besuchte Mack die Hohe Carlsschule in Stuttgart, wo er 1790 bis 1792 unter den Bildhauern Johann Heinrich Dannecker und Philipp Jakob Scheffauer studierte. 1807 oder früher wurde er zum königlichen Hofstukkateur in Stuttgart ernannt. Ab 1818 arbeitete er in Stuttgart auch als Lehrer für den Zeichnungsunterricht am Gymnasium, ab 1829 an der Kunstschule und ab 1832 an der Gewerbeschule.

## Bedeutung
Mack scheint hauptsächlich bildhauerische Arbeiten nach Modellen und Vorlagen anderer Künstler ausgeführt zu haben. So hat er u. a. seine früheren Lehrer Dannecker und Scheffauer bei ihren Arbeiten unterstützt. Die einzig bekannten, eigenständigen Werke sind die Gipsbüste der Gräfin von Beroldingen und vielleicht das Flachrelief auf dem Härlin-Grabmal.

## Werke
| Literatur    | Holst 1987, Seite 32, 42, Holst 1993, Seite 197 |
| Jahr         | 1796 |
| Beschreibung | Grabmal. Ausführung in Sandstein nach Scheffauers Modell. „Weinender Putto mit gestürzter Fackel, den linken Ellbogen auf einer Urne, die Hand mit einem Tuchzipfel zur Wange führend.“ (Pfeiffer 1912, Seite 139–140). Bezeichnet: „Scheffauer direxit, Mack fecit 1796“ (geleitet von Scheffauer, ausgeführt von Mack). |
| Ort          | Stuttgart, Steigfriedhof, Grabmal von Jakob Linckh (1767–1794) |

| Literatur    | Holst 1987, Seite 261 |
| Jahr         | 1802 |
| Beschreibung | Gipsausguss für Danneckers Skulptur „Trauernde Freundschaft“, möglicherweise identisch mit dem zerstörten Modell der Staatsgalerie Stuttgart |
| Ort          | ehemals Stuttgart, Staatsgalerie, Inventarnummer P 711                                                                                       |

| Literatur    | Holst 1987, Seite 285, 461 Nr. D53                                                                     |
| Jahr         | 1803                                                                                                   |
| Beschreibung | Formung und Ausguss von Danneckers Tonmodell des Panthers für seine Skulptur „Ariadne auf dem Panther“ |
| Ort          | Stuttgart, Staatsgalerie, Inventarnummer P 554                                                         |

| Literatur    | Holst 1987, Seite 424, Abbildung 401      |
| Jahr         | 1804                                      |
| Beschreibung | Gipsbüste                                 |
| Ort          | Stuttgart, Württembergisches Landesmuseum |

### Leben
- Max Bach: Stuttgarter Kunst 1794–1860. Stuttgart 1900.
- Der Herzoglich-Wirtembergischen Hohen Carlsschule Stand im Jahr 1788. Stuttgart 1788.
- Der Herzoglich-Wirtembergischen Hohen Carlsschule Stand im Jahr 1792. Stuttgart 1792.
- Heinrich Wagner, Carl Alexander von Heideloff: Geschichte der Hohen Carls-Schule, Band 1: Die Carls-Schüler nach archivalischen Quellen. Würzburg 1856.

### Werke
- Christian von Holst: Johann Heinrich Dannecker. Der Bildhauer. Stuttgart 1987.
- Christian von Holst (Hrsg.): Schwäbischer Klassizismus zwischen Ideal und Wirklichkeit. Katalog. Stuttgart 1993.
- Bertold Pfeiffer: Klassizistische Bildwerke an Grabdenkmälern in und um Stuttgart. Sonderabdruck aus der Festschrift der K. Altertümersammlung in Stuttgart. Stuttgart 1912 (PDF).